# Eucithara guentheri
Eucithara guentheri é uma espécie de gastrópode do gênero Eucithara, pertencente à família Mangeliidae.